# کی‌زد (کارتینگ)

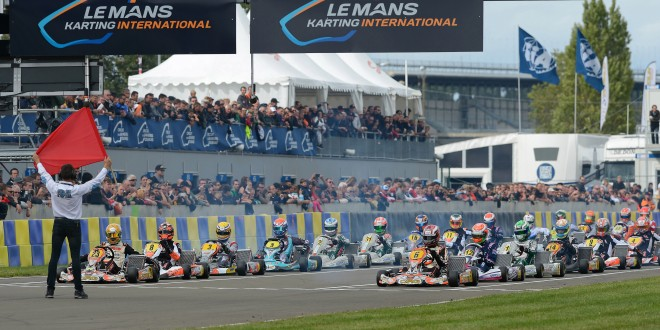
نمایی از مسابقه کی‌زد۱

کی‌زد۱ (KZ1) که تا پیش از سال ۲۰۰۷ فرمول سی (Formula C) نامیده می‌شد؛ یکی از کلاس‌های مسابقات کارتینگ است که به صورت بین‌المللی و با شرکت رانندگان حرفه‌ای با سن حداقل ۱۵ سال برگزار می‌گردد. بر طبق قوانین جدید فیا از ۲۰۰۷ تا کنون، کارت‌های شرکت‌کنندگان باید به موتورهای دوزمانه ۱۲۵سی‌سی و گیربکس ۶ سرعته مجهز بوده و وزن کارت به‌همراه راننده باید حداقل ۱۷۵ کیلوگرم باشد. قوانین فنی این کلاس همانند کی‌زد۲ می‌باشد اما در این کلاس استفاده از گیربکس‌های دستی و الکترومکانیکی و همچنین تایرهای سخت مجاز است.